# Ka-Ge-Ki: Fists of Steel
Ka-Ge-Ki: Fists of Steel, noto anche come Kageki, è un videogioco arcade, prodotto da Taito e sviluppato da Kaneko nel 1988. Nel 1991 ne è stata realizzata una versione per Sega Mega Drive.

## Trama e modalità di gioco
Il gioco è un picchiaduro a incontri (con elementi umoristici) dove un pugile da strada deve sconfiggere, uno dopo l'altro, i nove membri di una banda di teppisti criminali nota come The Motorcycle Gang Warriors. Nelle versioni arcade non viene spiegata la trama; nella conversione per Mega Drive, invece, si dice che il protagonista vuole vendicare l'aggressione subita dal fratello minore, che aveva rifiutato di unirsi alla banda.
I match si disputano in un porto; il gioco presenta una visuale isometrica con schermata quasi del tutto fissa, ma bidimensionale. L'energia vitale dei contendenti appare nella parte inferiore dello schermo: ogni match va avanti fino al KO, non essendo previsto alcun limite di tempo. Ne consegue che il giocatore dispone di un'unica vita.
Dopo aver sconfitto i primi cinque avversari, l'eroe affronta uno dei tre boss, Louie, un pluriomicida di soli vent'anni, ricercato dalla polizia, che fa il suo ingresso nell'area di gioco con un ineludibile attacco alle spalle del protagonista, togliendogli pertanto una leggera quantità di energia vitale, ma per il resto il match non differirà da quelli precedenti. È poi la volta di un altro boss, Mac (anche lui ventenne), specialista di Nippon Kenpo, entrato nei The Motorcycle Gang Warriors dopo essere stato il leader di un'altra banda di teppisti e aver subito ben tre condanne per rapine e delitti. A seguire si ha un atipico match, con un teppista che contrariamente agli altri non lotta a mani nude, essendo armato di mazzafrusto; costui è però facilissimo da abbattere, in quanto finisce KO dopo un solo colpo. L'avversario finale è il terzo boss, di cui non sono note le generalità. A dirigere i match è un arbitro, che dichiara un KO dopo aver contato fino a tre, fatta eccezione per gli ultimi due avversari, la cui sconfitta viene certificata non appena esauriscono tutta l'energia vitale.
La gang è tutt'altro che armonica al suo interno: dopo il KO subito, diversi membri di essa - ovvero i primi quattro, Louie e Mac - vengono gettati in un tombino dal teppista col mazzafrusto. 
Alla fine del gioco l'eroe fa prostrare i teppisti sconfitti per umiliarli e viene festeggiato da una donna bionda, presumibilmente la fidanzata (apparsa già in precedenza come spettatrice dei match a partire dal quinto), che gli porta una bandiera.
Si usano un joystick, per controllare i movimenti del personaggio giocante, e due tasti, per effettuare gli attacchi.